# Roca del Moro
La Roca del Moro és una muntanya de 586 metres que es troba entre els municipis de l'Albiol, l'Aleixar i de la Selva del Camp, a la comarca catalana del Baix Camp.